# Baía Farta
Baía Farta és un municipi de la província de Benguela. Té una extensió de 6.744 km² i 102.989 habitants segons el cens de 2014. Comprèn les comunes de Baía Farta, Dombe Grande, Calahanga i Equimina. Limita al nord amb el municipi de Benguela, a l'est amb els municipis de Caimbambo i Chongoroi, al sud amb els municipis de Camacuio i Namibe i a l'oest amb l'oceà Atlàntic.